# Jarrin Solomon
Jarrin Solomon (né le 11 janvier 1986 à Albuquerque, États-Unis) est un athlète trinidadien, spécialiste du 400 mètres.

## Biographie
C'est le fils du Trinidadien Mike Solomon et un étudiant de l'université du Nouveau-Mexique.
Il remporte la médaille de bronze du relais 4 × 400 mètres lors des Championnats du monde en salle 2012, à Istanbul, aux côtés de ses compatriotes Lalonde Gordon, Renny Quow et Jereem Richards. L'équipe de Trinité-et-Tobago, qui établit un nouveau record national en 3 min 06 s 85, s'incline face au Royaume-Uni et aux États-Unis.
Il remporte deux médailles d'or lors des Championnats d'Amérique centrale et des Caraïbes d'athlétisme 2013 en approchant son record personnel de 2012 en 45 s 54, et en clôturant le relais 4 × 400 m.
Il remporte la médaille de bronze du relais 4 × 400 mètres lors des Jeux olympiques d'été de 2012, à Londres, aux côtés de ses compatriotes Ade Alleyne-Forte, Lalonde Gordon et Deon Lendore. Le 11 août 2013, il bat son record personnel en séries du 400 m lors des Championnats du monde à Moscou en 45 s 19.
Le 20 mars 2016, Solomon remporte la médaille de bronze des championnats du monde en salle de Portland en 3 min 05 s 51, derrière les États-Unis (3 min 02 s 45) et les Bahamas (3 min 04 s 75).

## Palmarès
| Date | Compétition                              | Lieu           | Résultat | Épreuve   | Temps         |
| ---- | ---------------------------------------- | -------------- | -------- | --------- | ------------- |
| 2007 | Jeux panaméricains                       | Rio de Janeiro | 4e       | 4 x 400 m | 3 min 03 s 60 |
| 2010 | Jeux d'Amérique centrale et des Caraïbes | Mayagüez       | 3e       | 4 × 400 m |               |
| 2011 | Champ. d'Am. cent. et des Caraïbes       | Mayagüez       | 2e       | 4 × 400 m |               |
| 2012 | Championnats du monde en salle           | Istanbul       | 3e       | 4 × 400 m | 3 min 06 s 85 |
| 2012 | Jeux olympiques                          | Londres        | 3e       | 4 × 400 m | 2 min 59 s 40 |
| 2013 | Champ. d'Am. cent. et des Caraïbes       | Morelia        | 1er      | 400 m     | 45 s 54       |
| 2013 | Champ. d'Am. cent. et des Caraïbes       | Morelia        | 1er      | 4 x 400 m | 3 min 02 s 19 |
| 2013 | Championnats du monde                    | Moscou         | 5e       | 4 x 400 m | 3 min 01 s 74 |
| 2014 | Relais mondiaux de l'IAAF                | Nassau         | 3e       | 4 × 400 m | 2 min 58 s 34 |
| 2014 | Jeux du Commonwealth                     | Glasgow        | 6e       | 400 m     | 45 s 82       |
| 2014 | Jeux du Commonwealth                     | Glasgow        | 3e       | 4 × 400 m | 3 min 01 s 51 |
| 2015 | Relais mondiaux de l'IAAF                | Nassau         | 7e       | 4 × 400 m |               |
| 2015 | Jeux panaméricains                       | Toronto        | 5e       | 400 m     | 45 s 20       |
| 2015 | Jeux panaméricains                       | Toronto        | 1er      | 4 x 400 m | 2 min 59 s 60 |
| 2016 | Championnats du monde en salle           | Portland       | 3e       | 4 x 400 m | 3 min 05 s 51 |
| 2017 | Relais mondiaux de l'IAAF                | Nassau         | 4e       | 4 x 400 m | 3 min 03 s 01 |
| 2017 | Relais mondiaux de l'IAAF                | Nassau         | 7e       | 4 x 400 m | —             |
| 2017 | Championnats du monde                    | Londres        | 1er      | 4 x 400 m | 2 min 58 s 12 |

## Records
| Épreuve | Épreuve      | Performance | Lieu           | Date            |
| ------- | ------------ | ----------- | -------------- | --------------- |
| 400 m   | En plein air | 44 s 98     | Heusden-Zolder | 19 juillet 2014 |
| 400 m   | En salle     | 46 s 23     | Albuquerque    | 8 février 2013  |